# Албански устанак (1911)
Албански устанак из 1911. године један је од низа устанака Албанаца против реформи младотурака. Трајао је од 24. марта до 4. августа и завршен је неуспехом. 

## Устанак
Албанци су, као реакција на реформе младотурске владе, подигли неколико устанака у периоду од 1910. до 1913. године. Године 1911. избио је устанак у Косовском вилајету под вођством Исе Бољетинца. Разлог је било увођење нових пореза. Младотурци су успели да угуше устанак за непуна два месеца. Наредне године са протестима су почели и официри корпуса стационираних на Косову и у Македонији због слања трупа из европских провиниција у Јемен. За то време албанске вође су успостављале јаче везе са албанским колонијама у иностранству где су стварани национални комитети који су припремали нов албански устанак. У Риму је основан комитет Pro Albania који је преко Барија и Крфа одржавао везе са османском Албанијом. Сличне организације створене су у Софији и на Цетињу уз скоро отворену подршку владајућих кругова тих земаља. Организације попут Црног друштва које је Шевћет Торгут паша распустио обнављале су рад. Први локални немири избили су крајем фебруара 1911. године у области Дебра где је становништво 13 области протерало османске службенике који су под заштитом жандарма сакупљали порез. Слично се догађало у областима Мати и Мирдита. Велики број мушкараца у граничним областима Скадарског вилајета пребегао је још у јесен 1910. године у Црну Гору, а фебруара 1911. године је због сакупљања регрута уследио нов талас избеглица. Они су се окупљали у Подгорици и почетком марта их је било око 1000 наоружаних, а до почетка маја 5000. Црногорска влада их је помагала новчано, у храни, а касније и оружју и муницији, због чега је имала проблема са руском представницима на Цетињу. Крајем марта избеглице су почеле да нападају османске граничне постаје. Гарнизон у Тузима је 28. марта опколило 3000 устаника. Скадарски везир Бедри паша није имао довољно војске, те је позвао муслимане на џихад против побуњеника који су већином били католици. Тако је оформио добровољачку јединицу од око 1000 људи из Скадра, али је већина њих после првог сусрета са побуњенима прешла на њихову страну. Тада је у Скадар стигао Шевћет Торгут паша са анадолским снагама од око 8000 људи, али је претрпео тешке губитке, те је понудио амнестију устаницима ако се предају у року од пет дана. Понуда није прихваћена. Немири на граници довели су до затегнутости односа са Црном Гором. Црногорски краљ Никола је 22. маја 1911. године изјавио пред представницима великих сила на Цетињу да је његова држава спремна на рат са Османским царством. Русија је саветовала уздржаност, а Аустроугарска младотурцима попустљивост. Султан је посетио Косовски вилајет јуна 1911. године, а Шевћет Торгут паша је на његов налог 17. јуна дао устаницима 10 дана за предају како би били амнестирани. У међувремену је избио устанак међу Мирдитима. Тамо је 27. априла 1911. године италоалбански адвокат Теренц Точи прогласио независност Албаније, формирао привремену владу и одржавао везе са Ричиотијем Гарибалдијем и Албанским саветом у Италији. Како је италијанска подршка изостала, политичко (Пренк Биб Дода) и духовно (опат Пренк Дочи) вођство Мирдита није сарађивало, те је догађај изгубио сваки значај. Последњи напад Мирдита на гарнизон у Љешу 3. јуна је одбијен. Код устаника на црногорској граници остајало је све мање намирница и муниције, те су се одлучили на преговоре. Уз активно учешће Исмаил Кемал бега и Луиђа Гуракућија 23. јуна су у црногорском селу Герче срочили меморандум у 13 тачака који је предат представницима великих сила на Цетињу. У преамбули је истицана пожртвованост Албанаца за државу и неиспуњеност њихових очекивања. Они су сем увођења наставе на албанском захтевали заштиту од противуставних акција, признавање постојања албанске нације, слободан избор посланика за парламент, реорганизацију управе у албанском вилајету према локалним приликама, именовање главног инспектора који би контролисао спровођење закона, служење војног рока у свом вилајету и посебне прописе за погранично становништво ангажовано на одбрани границе, издвајање дела прихода од пореза за локалне потребе, обезбеђивање средстава за поновно подизање порушених кућа и враћање одузетог оружја власницима. Султан је 13. јула донео декрет о амнестији, али су устаници одбијали да напусте Црну Гору, јер нису веровали Шевћет Торгут паши, па су га власти опозвале 15. јула Османско-црногорски преговори о избеглицама почели су 28. јула на Цетињу. Преговори су довели до склапања Подгоричког споразума у августу 1911. године. Власти су пристале да устаници задрже своје оружје, требало је да порези буду умањени, а школе на албанском поново отворене. Војна служба би након годину дана у Цариграду била служена у Скадарском вилајету, разрушене куће поново изграђене, а повратницима обећана помоћ у новцу и храни. Султан је за те сврхе издвојио 10.000 лира из приватне касе. Црногорски краљ је утицао да се постигне договор 3.8. и избеглице су се из Црне Горе вратиле кућама. Незадовољство је ипак остало. Наредне године плануће устанак још ширих размера који ће резултирати делимичним успехом и испуњењем појединих албанских захтева.